# روي يانسن
روي يانسن (بالنرويجية البوكمول: Roy Jansen)‏ هو لاعب هوكي الجليد نرويجي، ولد في 6 مايو 1950 في أوسلو في النرويج.

## وصلات خارجية
- روي يانسن على موقع EliteProspects.com (الإنجليزية)
- روي يانسن على موقع أوليمبيديا (الإنجليزية)